# Juliette Mossard
Juliette Maryse Marie Mossard (Saint-Herblain, 9 luglio 2005) è una calciatrice francese, centrocampista del Nantes.

## Carriera

### Club
Cresciuta nel piccolo comune francese di Saint-Mars-de-Coutais, inizia a giocare a calcio all'età di sei anni nella squadra locale.
Nel 2015 passa al settore giovanile del Nantes con il quale si mette subito in mostra divendo, a 13 anni, capitano dell'Under-15 e partecipando con il club a tornei internazionali giovanili.
Dopo aver rapidamente scalato le gerarchie del club, nella stagione 2021-2022, alla 1ª giornata, fa il proprio debutto in prima squadra nella gara di D2 contro il Lens.
Nell'arco dell'annata gioca principalmente per l'Under-19, ma nonostante ciò riesce ad accumulare un totale di cinque presenze in campionato e due in coppa di Francia. In quest'ultima competizione segna al debutto una delle reti che permettono al Nantes di passare il turno e superare per 2-5 l'Orvault.
La stagione successiva viene promossa definitivamente in prima squadra, trovando maggiore spazio e segnando anche il suo primo gol in D2, il 7 maggio 2023, nella vittoria esterna per 0-1 contro il Metz, valida per la 20ª giornata di campionato. A fine anno viene retrocessa assieme alla squadra in D3, tuttavia vengono poi ripescati in D2 per completamento dell'organico; in tal modo Mossard gioca per la terza stagione consecutiva in seconda serie con la maglia delle canarine, contribuendo con 4 reti in 22 presenze ad ottenere la prima storica promozione in Première Ligue.
Il 21 settembre 2024 fa il proprio debutto in massima serie alla prima giornata di campionato contro il Le Havre; mentre segna la prima rete in tale competizione alla 5ª giornata nella vittoria esterna per 1-3 contro lo Stade Reims.

### Nazionale
Viene convocata per la prima volta in una nazionale giovanile francese nel 2021, debuttando con la nazionale under-17 durante una gara di qualificazione all'europeo di categoria contro le pari età del Galles.
Con la stessa selezione l'anno successivo prende parte al campionato mondiale di categoria in India.
Rimasta fuori dal giro della nazionale per un anno, nel 2024 viene convocata per la prima volta in under-20 per prendere parte al Sud Ladies Cup, corrispondente femminile del Torneo Maurice Revello. L'anno seguente prende nuovamente parte alla stessa competizione, stavolta con l'Under-23. Nel corso del torneo gioca in tutte e tre le gare giocate dalla nazionale francese, contribuendo alla vittoria del trofeo.

## Statistiche

### Presenze e reti nei club
Statistiche aggiornate al 7 maggio 2025.
| Stagione        | Squadra         | Campionato      | Campionato | Campionato | Coppe nazionali | Coppe nazionali | Coppe nazionali | Coppe continentali | Coppe continentali | Coppe continentali | Altre coppe | Altre coppe | Altre coppe | Totale | Totale |
| Stagione        | Squadra         | Comp            | Pres       | Reti       | Comp            | Pres            | Reti            | Comp               | Pres               | Reti               | Comp        | Pres        | Reti        | Pres   | Reti   |
| --------------- | --------------- | --------------- | ---------- | ---------- | --------------- | --------------- | --------------- | ------------------ | ------------------ | ------------------ | ----------- | ----------- | ----------- | ------ | ------ |
| 2021-2022       | Nantes          | D2              | 5          | 0          | CF              | 2               | 1               | -                  | -                  | -                  | -           | -           | -           | 7      | 1      |
| 2022-2023       | Nantes          | D2              | 14         | 2          | CF              | 2               | 0               | -                  | -                  | -                  | -           | -           | -           | 16     | 2      |
| 2023-2024       | Nantes          | D2              | 22         | 4          | CF              | 4               | 0               | -                  | -                  | -                  | -           | -           | -           | 26     | 4      |
| 2024-2025       | Nantes          | PL              | 22         | 2          | CF              | 2               | 0               | -                  | -                  | -                  | -           | -           | -           | 24     | 2      |
| 2025-2026       | Nantes          | PL              | 0          | 0          | CF+CdL          | 0+0             | 0+0             | -                  | -                  | -                  | -           | -           | -           | 0      | 0      |
| Totale Nantes   | Totale Nantes   | Totale Nantes   | 63         | 8          |                 | 10              | 1               |                    | -                  | -                  |             | -           | -           | 73     | 9      |
| Totale carriera | Totale carriera | Totale carriera | 63         | 8          |                 | 10              | 1               |                    | -                  | -                  |             | -           | -           | 73     | 9      |

## Palmarès
- Sud Ladies Cup: 1

2025